# American Philosophical Society

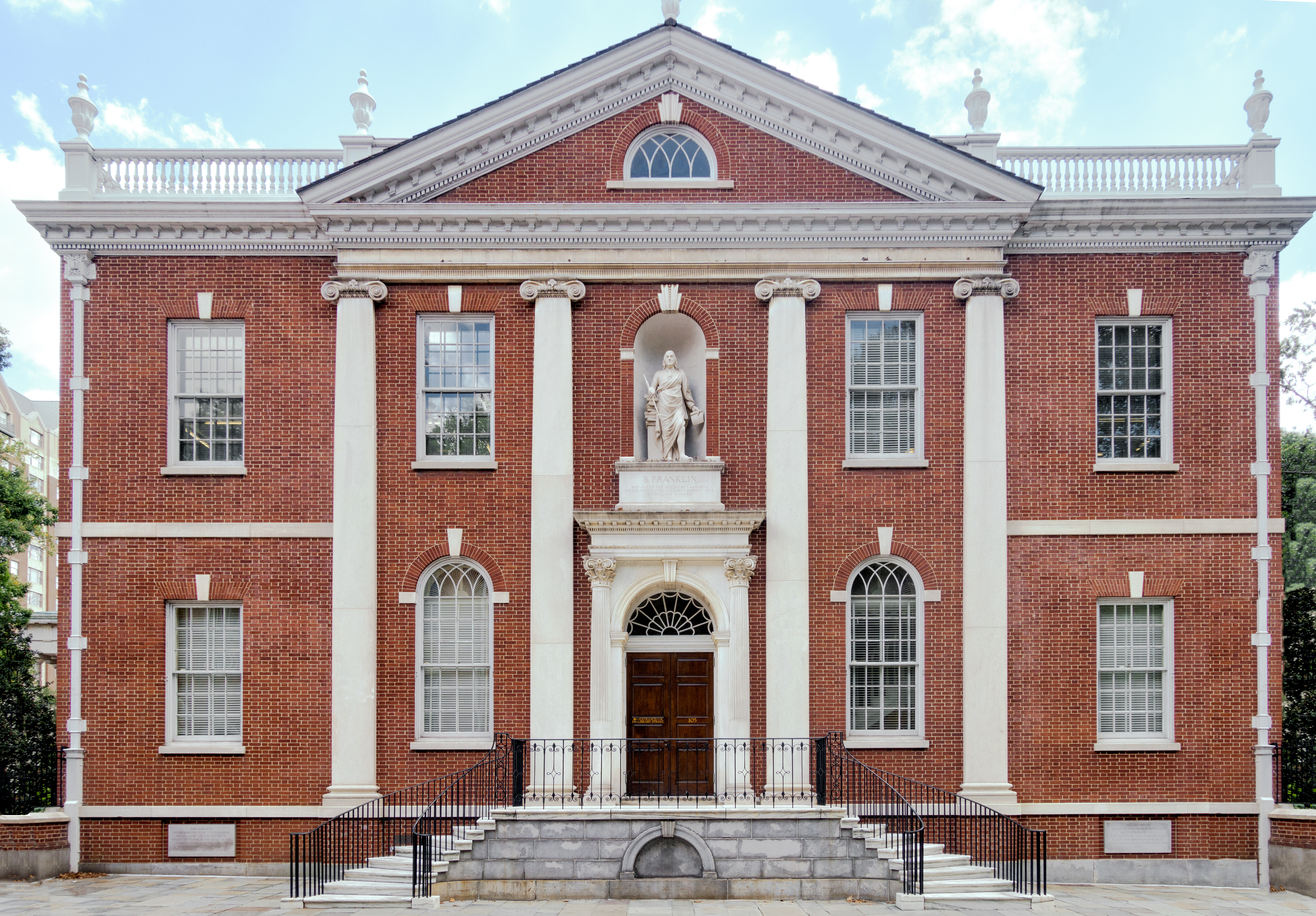
Veduta dell'edificio adibitio agli incontri dell'American Philosophical Society

L'American Philosophical Society (Società Filosofica Americana) è una celebre organizzazione filosofica creata da Benjamin Franklin, della quale fecero parte diversi inventori e presidenti degli Stati Uniti d'America.

## Storia
Fondata nel 1743 da Franklin a Filadelfia, fu l'estensione di un'altra società filosofica, creata dallo stesso Benjamin fondata in precedenza nel 1727, chiamata Junto, conosciuta anche con il nome di Leather Apron Club.
A partire dal 1746 la società ebbe un declino dovuta all'inattività del suo stesso fondatore. Dopo diversi anni, e precisamente dal 1767, ritornò al suo antico splendore fondendosi nel 2 gennaio 1769 con l’American Society for Promoting Useful Knowledge. Dopo la rivoluzione americana, grazie all'appoggio di Francis Hopkinson, uno dei firmatari della dichiarazione di indipendenza, si riuscì ad ottenere una concessione che la tutelava. La società è tuttora attiva, e nell'aprile del 2005 raggiunse la quota di 920 membri.

### Membri storici
Fra i primi farne parte vi furono: George Washington, John Adams, Thomas Jefferson, Alexander Hamilton, Thomas Paine, David Rittenhouse, Nicholas Biddle, Owen Biddle, Benjamin Rush, James Madison, Michael Hillegas, John Marshall e Lewis Nicola. La sua fama si espanse superando il confine statunitense e nuovi membri stranieri si aggiunserso, fra cui: Alexander von Humboldt, Gilbert du Motier de La Fayette, Friedrich Wilhelm von Steuben, Tadeusz Kościuszko, Curt Richter  e Ekaterina Romanovna Daškova.
In seguito altri nomi celebri si aggiunsero, fra cui Charles Darwin, Robert Frost, Louis Pasteur, Elizabeth Cabot Agassiz, John James Audubon, Linus Pauling, Margaret Mead, Maria Mitchell e Thomas Edison

## Riconoscimenti
Dal 1786 la società ha istituito diversi premi fra cui il Magellanic Premium, un riconoscimento dato a chi si distingueva in ambiti particolari (tipo navigazione o astronomia). Altri premi includono il Barzun, Judson Dalande, la medaglia Franklin e la medaglia Jefferson.